# Phyllophaga grossepunctata
Phyllophaga grossepunctata är en skalbaggsart som beskrevs av Moser 1918. Phyllophaga grossepunctata ingår i släktet Phyllophaga och familjen Melolonthidae. Inga underarter finns listade i Catalogue of Life.